# ناحیه داکار
ناحیه داکار (به لاتین: Dakar Region) یک منطقهٔ مسکونی در سنگال است که در سنگال واقع شده‌است. ناحیه داکار ۵۴۷ کیلومتر مربع مساحت و ۳٬۱۳۷٬۱۹۶ نفر جمعیت دارد.